# Кузаранда
Ку́заранда (карел. Kuuziranta, Kuuzaranda) — деревня в составе Толвуйского сельского поселения Медвежьегорского района Республики Карелия.

## Общие сведения
Располагается на берегу Заонежского залива в северо-восточной части Онежского озера. Деревня протянулась вдоль грунтовой автодороги Кузаранда — Толвуя на 5 километров.
В окрестностях Кузаранды находятся несколько заброшенных деревень — Большая Нива, Малая Нива, Лисицыно, а также деревня Вицино в 3 километрах к северу.

## История
Впервые поселение упоминается в «Писцовой книге Обонежской пятины» в 1563 году.
Однако, упоминание жителей Кузаранды — «кузаране», встречается с 1375 г. в Мировой грамоте старост Вымоченского погоста, шуньжан, толвуян и кузаран с челмужским боярином Григорием Семеновичем. Интересно то, что грамота однозначно свидетельствует, что в 1375 году толвуяне и кузаране (их представляли старосты Тоивод Идуев и Иван Таин от имени «рода и племени») все ещё проживали при родовом строе, тогда как шуньжане уже жили исключительно соседской общиной, как это было принято среди русских. То есть Толвуйский и Кузарандский погост на тот момент ещё имели корни прибалтийско-финских народов.
По сведениям на 1911 год в Кузаранде действовало земское училище.
26 июня 1939 года постановлением Карельского ЦИК в деревне была закрыта церковь Рождества Богородицы.
В деревне находятся памятники истории:
- Братская могила красноармейцев, погибших в годы Гражданской войны
- Могила комсомолки Татьяны Мухиной (1921—1942), расстрелянной финнами в 1942 году
- Могила народной сказительницы Ирины Андреевны Федосовой (1831—1899) и музей.

## Население
| 2002 | 2009 | 2010 | 2013 |
| ---- | ---- | ---- | ---- |
| 142  | ↘121 | ↘97  | ↘95  |